# Dipartimento del Tronto (1798)

Il dipartimento del Tronto fu un dipartimento della Repubblica Romana, esistito dal 1798 al 1799. Prendeva il nome dal fiume Tronto e aveva per capoluogo Fermo.

## Territorio
Il dipartimento del Tronto insisteva sulla parte più meridionale delle Marche. Già parte del territorio della Marca d'Ancona, riunì quattro entità amministrative pontificie: lo Stato di Camerino, lo Stato di Fermo, lo Stato di Ascoli e il Presidato di Montalto. Per questo motivo includeva anche il comune abruzzese di Ancarano, all'epoca parte integrante del Comitato ascolano. Invece il comune appenninico di Arquata, lungamente conteso fra Ascoli e Norcia, ne fu originariamente escluso, ma poi vi confluì.
Il dipartimento confinava a nord con il dipartimento del Musone, a ovest con il dipartimento del Trasimeno e il dipartimento del Clitunno, a sud con il Regno di Napoli e a est con il mar Adriatico.

## Storia
Il dipartimento del Tronto si dissolse con il ritorno del governo pontificio nel 1799. Nel 1808, con l'avvento del Regno d'Italia napoleonico, l'articolazione amministrativa fu ricostituita con il medesimo nome ma entro confini parzialmente diversi.

## Suddivisione amministrativa
La ripartizione della Repubblica Romana prevista dalla legge del 2 germinale anno VI suddivideva il dipartimento del Tronto in 16 cantoni. Di lì a poco il territorio subì tuttavia alcune variazioni (26 fiorile). Le città di Fermo, Ascoli e Camerino furono elevate a sedi di tribunale di censura, dividendosi la giurisdizione sui cantoni che vennero portati a 19 e raggruppati in 3 distretti. La riforma diede vita al cantone di Porto di Fermo e suddivise i cantoni di Ascoli e Camerino, creando per ciascuna un cantone urbano e un cantone rurale.
Ogni cantone aveva giurisdizione su più comuni con la sola eccezione di quello di Fermo, capoluogo dipartimentale.
| Dipartimento | Capoluogo | Distretto | Cantoni                                                                                                |
| ------------ | --------- | --------- | --- |
| Tronto       | Fermo     | Ascoli    | Acquasanta, Amandola, Ascoli urbano, Ascoli rurale, Montalto, Offida                                   |
| Tronto       | Fermo     | Camerino  | Camerino urbano, Camerino rurale, Falerone, Pieve Torina, San Ginesio                                  |
| Tronto       | Fermo     | Fermo     | Fermo, Montegiorgio, Petritoli, Porto di Fermo, Ripatransone, Sant'Elpidio, San Giusto, Santa Vittoria |